# 247. strelska divizija (ZSSR)
247. strelska divizija (izvirno rusko 247. стрелковая дивизия; kratica 247. SD) je bila strelska divizija Rdeče armade v času druge svetovne vojne.

## Zgodovina
Divizija je bila ustanovljena julija 1941 v Muromu.